# Barnay
Barnay település Franciaországban, Saône-et-Loire megyében. Lakosainak száma 99 fő (2022. január 1.). Barnay Manlay, Voudenay, Cordesse, Igornay, Lucenay-l’Évêque és Reclesne községekkel határos.

## Népesség
A település népességének változása:
| Lakosok száma | 120  | 116  | 109  | 100  | 99   | 98   | 98   | 98   | 99   |
|               | 2013 | 2015 | 2016 | 2017 | 2018 | 2019 | 2020 | 2021 | 2022 |